# 한국폴리텍VII대학 울산캠퍼스
한국폴리텍VII대학 울산캠퍼스(Ulsan Campus Of Korea Polytechnics VII,한국폴리텍VII대학 울산캠퍼스)는 한국폴리텍VII대학의 소속대학이며, 부산울산경남권에 있는 대학 중 하나이다. 1979년 직업훈련원을 설립, 2000년도 기능대학으로 개편해 산업현장에서 필요로 하는 다기능기술자과정인 고급기술능력을 가진 인재를 양성하고 있다.
주소는 울산광역시 중구 산전길 155 (동동, 한국폴리텍7대학울산캠퍼스)다.